# Халназар Агаханов
Халназар Аманназарович Агаханов е туркменски политик (министър и дипломат) и стопански деец.

## Кариера
Търговия
Работи в сферата на вътрешната търговия от 1969 г. Завършва задочно Самаркандския кооперативен институт (1979). Става началник на държавната търговска инспекция в Туркмения (1985), достига до длъжност първи заместник-председателн на „Туркменпотребсоюз“ (1988).
Политика
Започва постъпателна кариера във висшето държавно управление от януари 1991 г. като министър на търговията. После става министър на търговията и ресурсите (1994), министър на търговията и външноикономическите връзки от 28 декември 1998 г., след това едновременно и заместник министър-председател. На 23 април 1999 г. е освободен „поради преминаване на друга работа“.
Дипломация
Агаханов преминава и о става на дипломатическа работа до края на живота. Заема следните посланически постове:
- от април 1999 г. – посланик в Казахстан,
- от 29 януари 2000 г. – посланик в Русия,
- от 2009 г. – посланик в България по съвместителство[1],
- от май 2012 г. – посланик в Германия[2],
- от юни 2012 г. – посланик в Латвия по съвместителство[3].

След тежко боледуване умира в Берлин през 2013 г. Погребан е Ашхабад.
Бил е сред най-богатите хора в родината си. Женен е за азербайджанка, имат 3 деца.